# لين بينج
لين بينج (بالصينية: 林鹏) هي مغنية وممثلة صينية، ولدت في 25 أكتوبر 1986 في داليان في الصين.

## وصلات خارجية
- لين بينج على موقع IMDb (الإنجليزية)
- لين بينج على موقع قاعدة بيانات الفيلم (الإنجليزية)